# Lonchaea krivosheinae
Lonchaea krivosheinae är en tvåvingeart som beskrevs av Nikolai Vasilevich Kovalev 1973. Lonchaea krivosheinae ingår i släktet Lonchaea och familjen stjärtflugor. Inga underarter finns listade i Catalogue of Life.